# Villers-en-Cauchies
 Villers-en-Cauchies  es una población y comuna francesa, en la región de Norte-Paso de Calais, departamento de Norte, en el distrito de Cambrai y cantón de Carnières.

## Demografía
| 1371 | 1422 | 1420 | 1266 | 1203 | 1185 |
| Para los censos de 1962 a 1999 la población legal corresponde a la población sin duplicidades (Fuente: INSEE [Consultar]) |      |      |      |      |      |